# Xavier de Montépin
Xavier Henri Aymon Perrin, hrabia Montépin (ur. 10 marca 1823 w Apremont, Haute-Saône, zm. 30 kwietnia 1902 w Paryżu) – francuski powieściopisarz. Publikował powieści w odcinkach i melodramaty.